# دریاچه توزلا
دریاچه توزلا (ترکی استانبولی: Tuzla Gölü) یک دریاچه در استان آدانای کشور ترکیه است.